# 郡司真里
郡司 真里（ぐんじ まさと、1995年7月18日 - ）は、千葉県成田市出身のプロ野球審判員。袖番号は44。

## 経歴
小学2年から橋賀台サンダーズで野球を始め、千葉ロッテマリーンズの選抜メンバーとしてNPB12球団ジュニアトーナメントに出場。成田市立西中学校時代には佐倉リトルシニアで全国大会に出場。
習志野高校に進学し、外野手としてプレーしていたが、3年夏の千葉大会で、一塁へのヘッドスライディングの際に右肩を脱臼。決勝で木更津総合に敗れたあとも痛みが引かず、硬式野球の引退を決断した。しかし、高校時代に紅白戦で審判を経験し、選手として見てきたものとは異なる野球の見え方があることに気づき審判員に興味を抱くようになる。
亜細亜大学進学後は硬式野球部には所属せず、軟式野球部でプレー。2年のときにNPB公式サイトで審判員募集の案内を見付けたことをきっかけに、プロ野球審判員を本格的に志すようになった。選手として活動する傍ら、審判員としての経験を積むため小金井リトルシニアや東京都高校野球連盟で審判を務めた。大学4年次にプロ野球審判員に応募し、NPBアンパイア・スクールを経て研修審判員として合格。2019年に育成審判員として入局。2022年からは一軍公式戦にも出場できる本契約を結んだ。
2022年3月21日、イースタン・リーグの日本ハム対横浜DeNA戦で球審を務めたが、2-4で迎えた9回裏1死走者なし、日本ハム・髙濱祐仁の打席で、初球からストライク、空振り、ファウル、ボール、ボール、ボールと判定し3ボール2ストライクとなったところでカウントを誤り四球を宣告（その後、日本ハムが逆転サヨナラ勝ち）。一塁・岩下健吾（責任審判員）、二塁・古賀真之、三塁・野村奏斗と共に厳重注意処分を受けた。
2023年7月18日、フレッシュオールスターゲームで球審を務めた。

## 審判出場記録
2024年度シーズン終了時点 一軍公式戦出場なし。